# Associazione Sportiva Lucchese Libertas 1905 2010-2011
Questa voce raccoglie le informazioni riguardanti l'Associazione Sportiva Lucchese Libertas 1905 nelle competizioni ufficiali della stagione 2010-2011.

## Stagione
Nella stagione 2010-2011 la Lucchese ha disputato il trentaseiesimo campionato di terza serie della sua storia, prendendo parte alla Prima Divisione dalla Lega Pro. Ha raccolto 44 punti ottenendo il settimo posto. Nel girone di andata con 18 punti era invischiata nella lotta salvezza, poi nel ritorno ha messo insieme 26 punti, raggiungendo una tranquilla posizione.

## Rosa
| N. |                    | Ruolo | Calciatore           |
| -- | ------------------ | ----- | -------------------- |
|    | Italia (bandiera)  | P     | Alessandro Berti     |
|    | Italia (bandiera)  | P     | Stefano Pardini      |
|    | Italia (bandiera)  | P     | Mirko Pennesi        |
|    | Italia (bandiera)  | D     | Ivano Baldanzeddu    |
|    | Italia (bandiera)  | D     | Matteo Bertoli       |
|    | Italia (bandiera)  | D     | Dario Bova           |
|    | Italia (bandiera)  | D     | Manuele Del Nero     |
|    | Italia (bandiera)  | D     | Claudio Lollini      |
|    | Italia (bandiera)  | D     | Alessandro Marchetti |
|    | Italia (bandiera)  | D     | Alessio Mariotti     |
|    | Italia (bandiera)  | D     | Emanuel Michelotti   |
|    | Italia (bandiera)  | D     | Luca Petri           |
|    | Italia (bandiera)  | D     | Enrico Pezzi         |
|    | Italia (bandiera)  | C     | Antonio Cardona      |
|    | Brasile (bandiera) | C     | Eduardo Luis Carloto |
|    | Siria (bandiera)   | C     | Cheikh Merai Chadi   |

| N. |                   | Ruolo | Calciatore          |
| -- | ----------------- | ----- | ------------------- |
|    | Italia (bandiera) | C     | Nicholas Costantini |
|    | Italia (bandiera) | C     | Mirko Ettorre       |
|    | Italia (bandiera) | C     | Jonis Khoris        |
|    | Italia (bandiera) | C     | Gennaro Marasco     |
|    | Italia (bandiera) | C     | Claudio Pani        |
|    | Italia (bandiera) | C     | Marco Piccinni      |
|    | Italia (bandiera) | C     | Stefano Pondaco     |
|    | Italia (bandiera) | C     | Andrea Schenetti    |
|    | Italia (bandiera) | A     | Damiano Biggi       |
|    | Italia (bandiera) | A     | Lorenzo Crocetti    |
|    | Italia (bandiera) | A     | Alessandro Galli    |
|    | Italia (bandiera) | A     | Luigi Grassi        |
|    | Italia (bandiera) | A     | Luca Hemmy          |
|    | Italia (bandiera) | A     | Alessandro Marotta  |
|    | Italia (bandiera) | A     | Manuel Pera         |
|    | Italia (bandiera) | A     | Marino Taddeucci    |

## Calciomercato

### Sessione estiva(dal 01/07 al 31/08)
| Acquisti         | Acquisti            | Acquisti    | Acquisti              |
| R.               | Nome                | da          | Modalità              |
| ---------------- | ------------------- | ----------- | --------------------- |
| P                | Stefano Pardini     | Figline     | definitivo (biennale) |
| D                | Matteo Bertoli      | Ternana     | definitivo            |
| D                | Enrico Pezzi        | Bellaria    | definitivo (biennale) |
| C                | Nicholas Costantini | Ternana     | comproprietà          |
| C                | Gennaro Marasco     | Celano      | definitivo (biennale) |
| C                | Marco Piccinni      | Bari        | prestito              |
| C                | Stefano Pondaco     | Portogruaro | prestito              |
| C                | Andrea Schenetti    | Milan       | prestito              |
| A                | Luigi Grassi        | San Marino  | definitivo            |
| A                | Alessandro Marotta  | Bari        | prestito              |
| Altre operazioni |                     |             |                       |
| R.               | Nome                | da          | Modalità              |
| P                | Mirko Pennesi       | Ascoli      | rinnovo comproprietà  |
| D                | Ivano Baldanzeddu   | Empoli      | rinnovo prestito      |

| Cessioni | Cessioni             | Cessioni         | Cessioni      |
| R.       | Nome                 | a                | Modalità      |
| -------- | -------------------- | ---------------- | ------------- |
| P        | Federico Nicastro    | Savona           | definitivo    |
| D        | Alessandro Michelini |                  |               |
| D        | Emanuele Venturelli  |                  | ritiro        |
| D        | Luca Bartoccini      | Lecco            | prestito      |
| C        | Nikolas Kras         | Reggina          | riscattato    |
| C        | Francesco Mocarelli  | Perugia          |               |
| C        | Alessandro Moriconi  |                  | svincolato    |
| C        | Diego Vannucci       | Carrarese        | comproprietà  |
| C        | Francesco Potenza    | L'Aquila         | fine prestito |
| A        | Riccardo Belluomini  | Saint-Christophe | definitivo    |
| A        | Gabriele Scandurra   | Avellino         | definitivo    |

### Sessione invernale(dal 03/01 al 31/01)
| Acquisti | Acquisti             | Acquisti   | Acquisti      |
| R.       | Nome                 | da         | Modalità      |
| -------- | -------------------- | ---------- | ------------- |
| D        | Manuele Del Nero     | Carrarese  | definitivo    |
| D        | Alessandro Marchetti | Carrarese  | definitivo    |
| C        | Antonio Cardona      | svincolato | definitivo    |
| C        | Jonis Khoris         | Reggina    | prestito      |
| C        | Claudio Pani         | Triestina  | prestito      |
| A        | Lorenzo Crocetti     | Bassano    | prestito      |
| A        | Luca Hemmy           | Poggibonsi | prestito      |
| D        | Luca Bartoccini      | Lecco      | fine prestito |

| Cessioni | Cessioni            | Cessioni    | Cessioni      |
| R.       | Nome                | a           | Modalità      |
| -------- | ------------------- | ----------- | ------------- |
| D        | Giovanni Di Lorenzo | Reggina     | definitivo    |
| D        | Alessio Mariotti    | Carrarese   | prestito      |
| D        | Luca Petri          | Lecco       | prestito      |
| C        | Cheikh Merai Chadi  | Carrarese   | definitivo    |
| C        | Gennaro Marasco     | Poggibonsi  | prestito      |
| C        | Stefano Pondaco     | Portogruaro | fine prestito |
| C        | Andrea Schenetti    | Milan       | fine prestito |
| A        | Damiano Biggi       | Gavorrano   | definitivo    |
| A        | Manuel Pera         | Carrarese   | prestito      |

## Risultati

### Lega Pro Prima Divisione

#### Girone di andata
| Arbitro: | Aureliano (Bologna) |

|                         |           |  |
| Marotta 2’ Piccinni 80’ | Marcatori |  |

| Arbitro: | Donati (Ravenna) |

|                      |           |                                           |
| Kone 52’ Insigne 74’ | Marcatori | 37’ Bertoli 45’ Marotta 81’ (rig.) Grassi |

| Arbitro: | Di Francesco (Teramo) |

|                                     |           |  |
| Biggi 7’, 64’ Marotta 52’ Pezzi 87’ | Marcatori |  |

| 12 settembre 2010 4ª giornata | Andria BAT | 1 – 1 | Lucchese |  |

| 19 settembre 2010 5ª giornata | Lucchese | 0 – 1 | Cosenza |  |

| 26 settembre 2010 6ª giornata | Gela | 3 – 0 | Lucchese |  |

| 3 ottobre 2010 7ª giornata | Lucchese | 0 – 2 | Atletico Roma |  |

| 10 ottobre 2010 8ª giornata | Taranto | 2 – 1 | Lucchese |  |

| 17 ottobre 2010 9ª giornata | Lucchese | 1 – 1 | Pisa |  |

| 24 ottobre 2010 10ª giornata | Cavese | 1 – 0 | Lucchese |  |

| 31 ottobre 2010 11ª giornata | Benevento | 2 – 1 | Lucchese |  |

| 8 novembre 2010 12ª giornata | Lucchese | 0 – 0 | Nocerina |  |

| 14 novembre 2010 13ª giornata | Viareggio | 1 – 1 | Lucchese |  |

| 21 novembre 2010 14ª giornata | Lucchese | 3 – 0 | Foligno |  |

| 28 novembre 2010 15ª giornata | Virtus Lanciano | 0 – 0 | Lucchese |  |

| 5 dicembre 2010 16ª giornata | Lucchese | 0 – 0 | Juve Stabia |  |

| 12 dicembre 2010 17ª giornata | Siracusa | 1 – 0 | Lucchese |  |

#### Girone di ritorno
| 19 dicembre 2010 18ª giornata | Barletta | 1 – 0 | Lucchese |  |

| 9 gennaio 2011 19ª giornata | Lucchese | 4 – 2 | Foggia |  |

| 16 gennaio 2011 20ª giornata | Ternana | 0 – 1 | Lucchese |  |

| 23 gennaio 2011 21ª giornata | Lucchese | 1 – 1 | Andria BAT |  |

| 6 febbraio 2011 22ª giornata | Cosenza | 2 – 4 | Lucchese |  |

| 13 febbraio 2011 23ª giornata | Lucchese | 3 – 0 | Gela |  |

| 19 febbraio 2011 24ª giornata | Atletico Roma | 1 – 2 | Lucchese |  |

| 27 febbraio 2011 25ª giornata | Lucchese | 0 – 1 | Taranto |  |

| 13 marzo 2011 26ª giornata | Pisa | 2 – 0 | Lucchese |  |

| 20 marzo 2011 27ª giornata | Lucchese | 1 – 0 | Città de la Cava |  |

| 27 marzo 2011 28ª giornata | Lucchese | 1 – 2 | Benevento |  |

| 10 aprile 2011 29ª giornata | Nocerina | 2 – 1 | Lucchese |  |

| 18 aprile 2011 30ª giornata | Lucchese | 0 – 0 | Viareggio |  |

| 23 aprile 2011 31ª giornata | Foligno | 1 – 0 | Lucchese |  |

| 1º maggio 2011 32ª giornata | Lucchese | 2 – 0 | Virtus Lanciano |  |

| 8 maggio 2011 33ª giornata | Juve Stabia | 4 – 1 | Lucchese |  |

| 15 maggio 2011 34ª giornata | Lucchese | 4 – 2 | Siracusa |  |

### Coppa Italia Lega Pro

#### Fase 1 a eliminazione diretta
| Arbitro: | Romani (Modena) |

|                              |           |  |
| Galli 12’ (rig.) Bertoli 85’ | Marcatori |  |

| Arbitro: | Bellutti (Trento) |

|  |           |                  |
|  | Marcatori | 11’ (aut.) Romeo |

| Arbitro: | Soricaro (Barletta) |

|                          |           |               |
| Nicolini 74’ Ciccino 81’ | Marcatori | 19’ Schenetti |

| Arbitro: | Losito (Pesaro) |

|                 |           |              |
| Grassi 10’, 48’ | Marcatori | 33’ Madiotto |

## Statistiche

### Statistiche di squadra
| Competizione             | Punti | In casa | In casa | In casa | In casa | In casa | In casa | In trasferta | In trasferta | In trasferta | In trasferta | In trasferta | In trasferta | Totale | Totale | Totale | Totale | Totale | Totale | DR  |
| Competizione             | Punti | G       | V       | N       | P       | Gf      | Gs      | G            | V            | N            | P            | Gf           | Gs           | G      | V      | N      | P      | Gf     | Gs     | DR  |
| ------------------------ | ----- | ------- | ------- | ------- | ------- | ------- | ------- | ------------ | ------------ | ------------ | ------------ | ------------ | ------------ | ------ | ------ | ------ | ------ | ------ | ------ | --- |
| Lega Pro Prima Divisione | 44    | 34      | 12      | 8       | 14      | 42      | 38      | 17           | 8            | 5            | 4            | 26           | 12           | 17     | 4      | 3      | 10     | 16     | 26     | -10 |
| Coppa Italia Lega Pro    |       | 2       | 2       | 0       | 0       | 4       | 1       | 2            | 1            | 0            | 1            | 2            | 2            | 4      | 3      | 0      | 1      | 6      | 3      | +3  |
| Totale                   | -     | 36      | 14      | 8       | 14      | 46      | 39      | 19           | 9            | 5            | 5            | 28           | 14           | 21     | 7      | 3      | 11     | 22     | 29     | -7  |

### Andamento in campionato
| Giornata  | 1 | 2 | 3 | 4 | 5 | 6 | 7 | 8 | 9 | 10 | 11 | 12 | 13 | 14 | 15 | 16 | 17 | 18 | 19 | 20 | 21 | 22 | 23 | 24 | 25 | 26 | 27 | 28 | 29 | 30 | 31 | 32 | 33 | 34 |
| --------- | - | - | - | - | - | - | - | - | - | -- | -- | -- | -- | -- | -- | -- | -- | -- | -- | -- | -- | -- | -- | -- | -- | -- | -- | -- | -- | -- | -- | -- | -- | -- |
| Luogo     | C | T | C | T | C | T | C | T | C | T  | T  | C  | T  | C  | T  | C  | T  | T  | C  | T  | C  | T  | C  | T  | C  | T  | C  | C  | T  | C  | T  | C  | T  | C  |
| Risultato | V | V | V | N | P | P | P | P | N | P  | P  | N  | N  | V  | N  | N  | P  | P  | V  | V  | N  | V  | V  | V  | P  | P  | V  | P  | P  | N  | P  | V  | P  | V  |
| Posizione | 1 | 1 | 1 | 2 | 2 | 4 | 7 | 8 | 8 | 10 | 11 | 14 | 13 | 10 | 10 | 10 | 13 | 13 | 12 | 9  | 9  | 8  | 8  | 8  | 9  | 9  | 9  | 9  | 9  | 9  | 9  | 9  | 9  | 7  |

Legenda:

Luogo: C = Casa; T = Trasferta. Risultato: V = Vittoria; N = Pareggio; P = Sconfitta.